# Christian Quadflieg

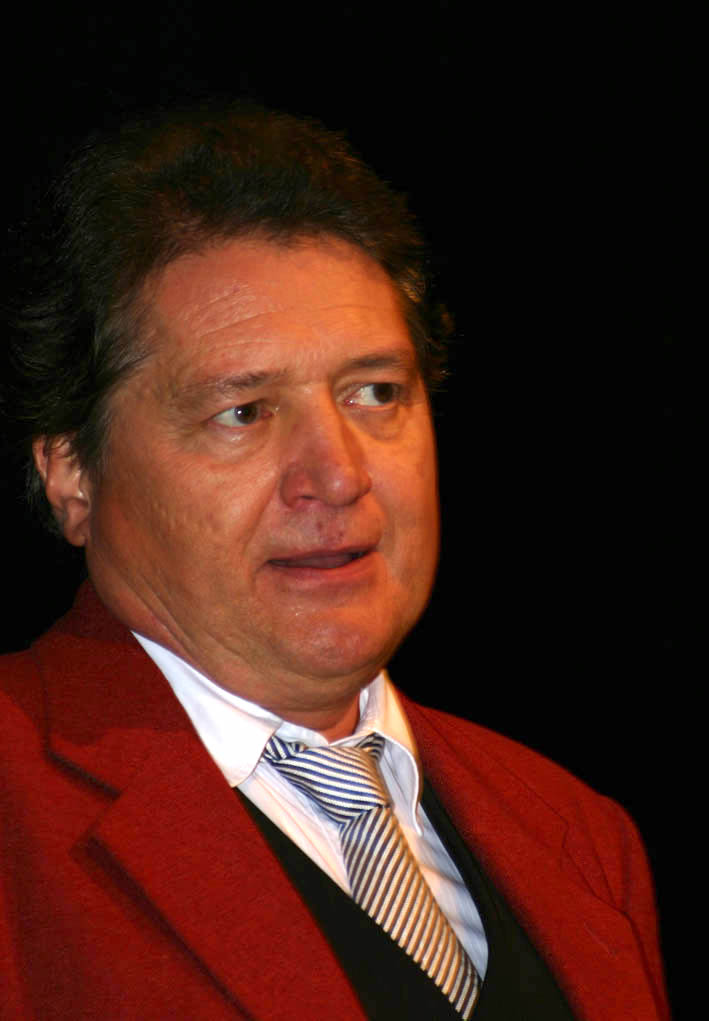
Christian Quadflieg, 2004

Christian Quadflieg (* 11. April 1945 in Växjö, Schweden; † 16. Juli 2023 in Hamburg) war ein deutscher Schauspieler, Regisseur und Rezitator. Einem breiten Publikum wurde er durch die Serie Der Landarzt bekannt, in der er fünf Jahre die Hauptrolle spielte.

## Leben

### Herkunft und Ausbildung
Christian Quadflieg wurde 1945 im schwedischen Växjö geboren. Seine Eltern waren der Schauspieler Will Quadflieg (1914–2003) und Benita von Vegesack (1917–2011). Er hatte vier Geschwister, darunter die Schriftstellerin Roswitha Quadflieg.
Quadflieg verbrachte seine Schulzeit in Hamburg, besuchte dort die Rudolf-Steiner-Schule. Anschließend absolvierte er von 1965 bis 1968 eine dreijährige Ausbildung an der Westfälischen Schauspielschule in Bochum (heute Schauspielschule Bochum).

### Erste Bühnenengagements
Von 1969 bis 1973 war er an den Bühnen von Oberhausen, Wuppertal und Basel engagiert. Es folgten Auftritte an den Theatern in Berlin (Volksbühne), Hamburg (Thalia-Theater, Staatsoper), München (Staatsoper), Wien (Theater in der Josefstadt) und Zürich (Schauspielhaus) wie auch bei den Salzburger Festspielen.

### Tätigkeit als Fernsehschauspieler
Im Fernsehen hatte Quadflieg Auftritte in zahlreichen Filmen und Serien (zum Beispiel Der Alte, Derrick, Das Traumschiff, Siska). 1975 spielte er die männliche Hauptrolle in der in London und in englischer Sprache produzierten Science-Fiction-Fernsehserie Die Mädchen aus dem Weltraum (Originaltitel: „Starmaidens“). Eine bekannte Rolle hatte er in der berühmten Tatort-Episode Reifezeugnis, in der er einen jungen Lehrer spielt, der eine Liebesaffäre mit einer Schülerin hat, gespielt von Nastassja Kinski.
Ab Februar 1987 verkörperte Quadflieg in 40 Folgen der Serie Der Landarzt die Titelrolle. In 16 Episoden führte er auch die Regie. Er ließ seine Serienfigur des Dr. Karsten Mattiesen im Januar 1992 den Serientod sterben, da er nicht auf diese Rolle festgelegt werden wollte. Quadflieg berichtete später davon, dass er aufgrund der Popularität dieser Rolle teilweise von Menschen angesprochen wurde, ihre gesundheitlichen Probleme zu behandeln. Sein Nachfolger in der Rolle des Landarztes wurde Walter Plathe.
In der ARD-Familienserie Vater wider Willen spielte Quadflieg von 1995 bis 2002 die Hauptrolle des Dirigenten Max Oldendorf.
Etwa ab der Jahrtausendwende sank seine Präsenz auf den Fernsehbildschirmen stark. Das erklärte Quadflieg in einem Interview im Jahr 2010 damit, dass er in der Auswahl seiner Film- und Fernsehrollen wählerischer geworden sei und nur selten Drehbücher erhalte, deren Qualität über ein seichtes Niveau hinausgehe. Seine letzte Fernsehrolle spielte er im Jahr 2007 in einer Folge der Krimiserie Der Alte.

### Tätigkeit als Sprecher und Rezitator

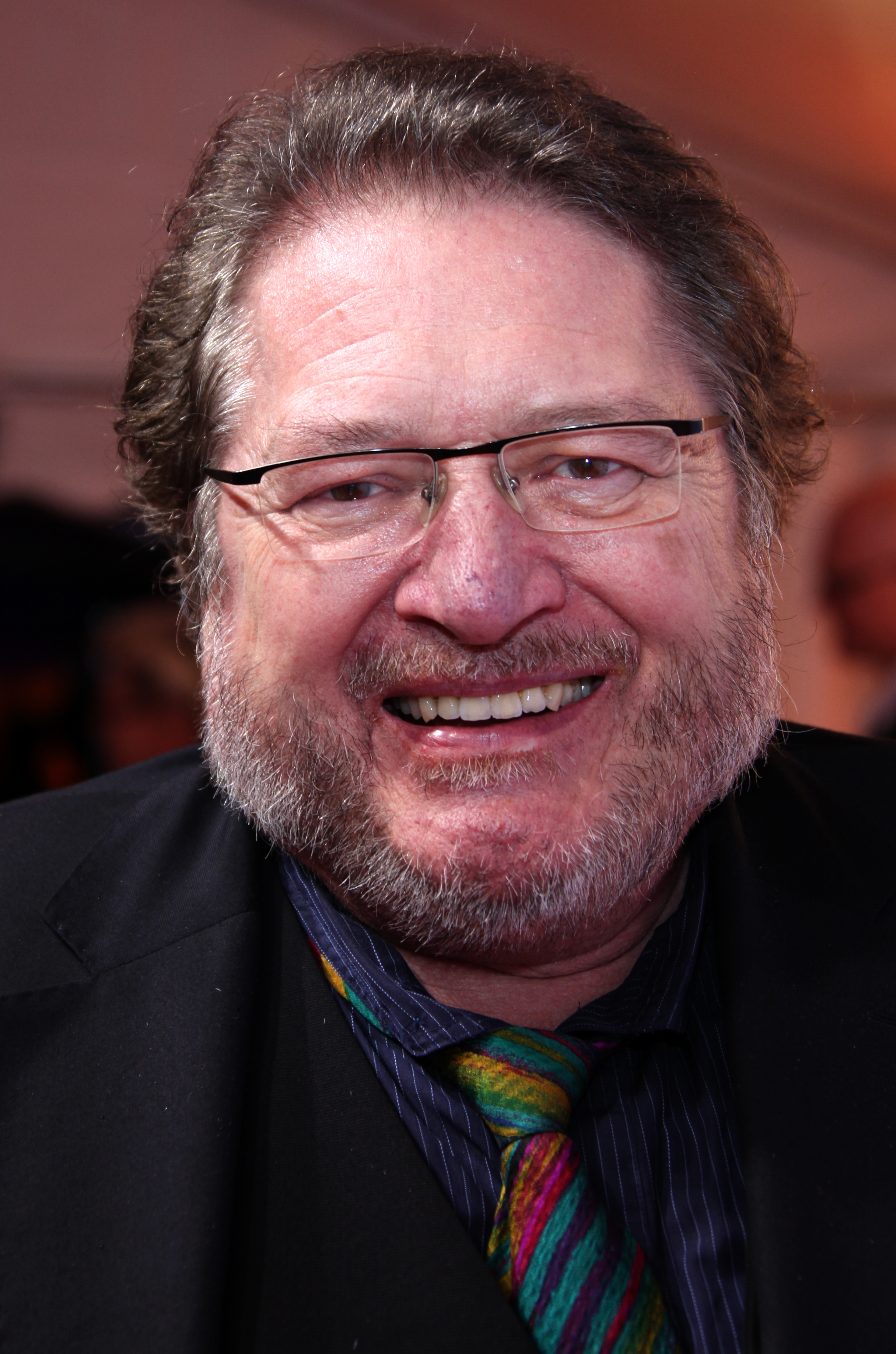
Christian Quadflieg (2012)

In seinen letzten Lebensjahren trat Quadflieg hauptsächlich in Dichterlesungen auf, etwa im Wiener Burgtheater, dem Zürcher Schauspielhaus und der Komödie in Berlin sowie beim Schleswig-Holstein-Musik-Festival. Er entwickelte mehr als 20 verschiedene Programme und las darin unter anderem aus Werken von Friedrich Schiller, Heinrich Heine, Eduard Mörike oder Erich Kästner. Im Jahr 2008 gründete Quadflieg sein eigenes CD-Label c.q.orpheu. Von den zahlreichen CD-Einspielungen gewann Väter und Söhne – Briefwechsel Thomas Mann und Klaus Mann den Preis der deutschen Schallplattenkritik.
In den 1970er- und 1980er-Jahren arbeitete Quadflieg öfter als Synchronsprecher. Er lieh unter anderem Dean Stockwell (in Paris, Texas) und Jon Finch (in Doktor Faustus) seine Stimme.

### Privates
Quadflieg war ab 1974 mit der Schauspielerin Renate Reger-Voelckel verheiratet, die von der 2. bis zur 4. Staffel der Serie Der Landarzt die Rolle der Ina Eckholm spielte.
Ab 1991 lebte er wieder in Hamburg, ab 1992 im Stadtteil Sasel. Quadflieg war Mitglied der Freien Akademie der Künste Hamburg.

### Tod

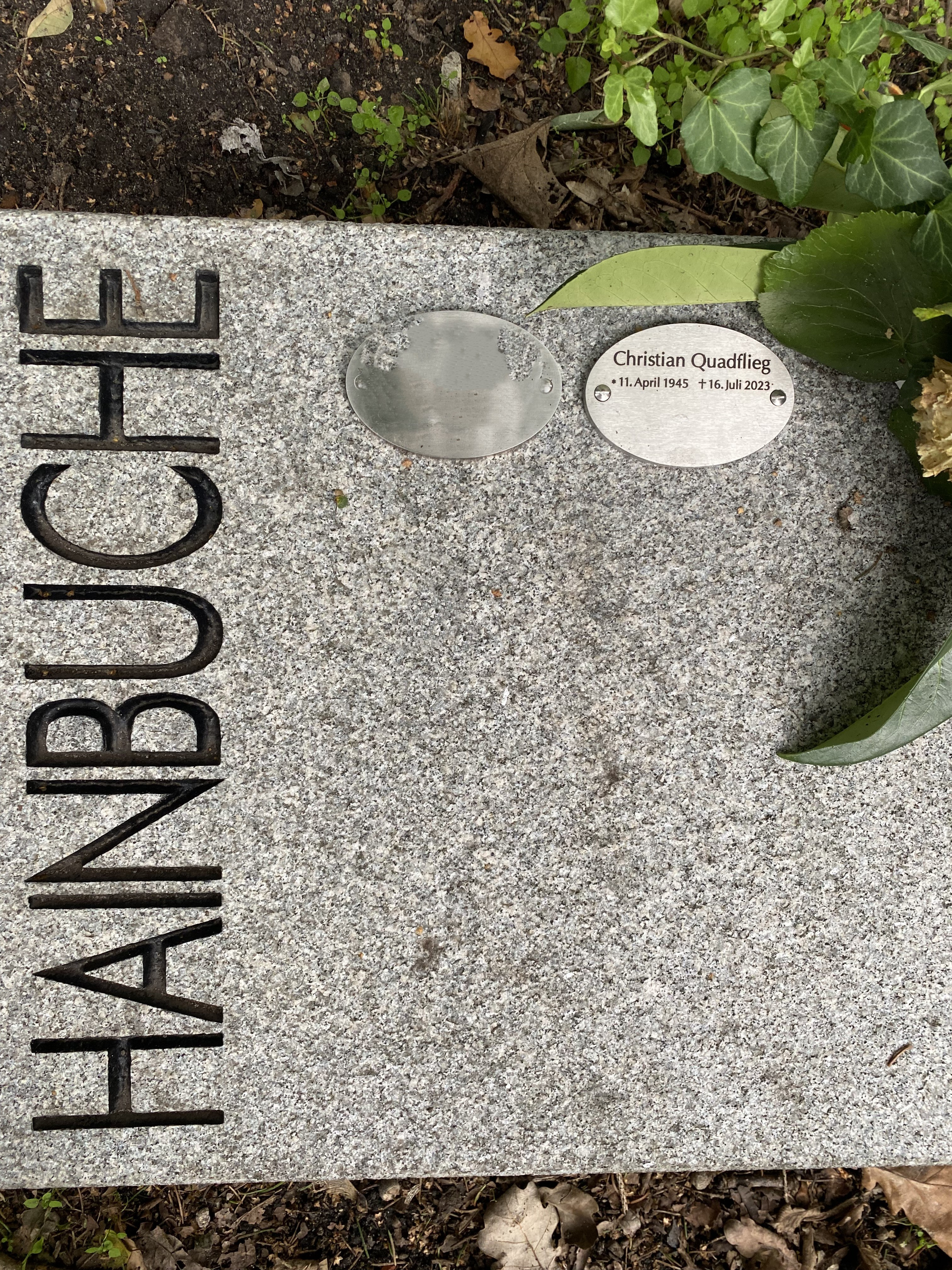
Gedenkplakette für Christian Quadflieg im „Ruhewald am Prökelmoor“ auf dem Friedhof Ohlsdorf

Christian Quadflieg starb am 16. Juli 2023 im Alter von 78 Jahren nach langer, schwerer Krankheit in Hamburg. Er wurde am 10. August 2023 in einem Urnengrab im „Ruhewald am Prökelmoor“ (Baum 30) auf dem Friedhof Ohlsdorf beigesetzt.

## Filmografie (Auswahl)
- 1971: Das Wunder (Fernsehfilm)
- 1974: Unter Ausschluß der Öffentlichkeit (Fernsehreihe)
- 1975: Die unfreiwilligen Reisen des Moritz August Benjowski (Fernsehserie, 4 Folgen)
- 1975: Des Christoffel von Grimmelshausen abenteuerlicher Simplizissimus (Fernsehserie, 4 Folgen)
- 1976: Tatort – Zwei Flugkarten nach Rio
- 1976: Ein Badeunfall (Fernsehfilm)
- 1976: Der Winter, der ein Sommer war (Fernsehspiel, 3 Teile)
- 1976: Die Mädchen aus dem Weltraum (Fernsehserie, 10 Folgen)
- 1977: Tatort – Reifezeugnis
- 1978: Polizeiinspektion 1 (Fernsehserie, Folge 2x03)
- 1978–1980: Derrick (Fernsehserie, 3 Folgen, verschiedene Charaktere)
- 1978–2007: Der Alte (Fernsehserie, 6 Folgen, verschiedene Charaktere)
- 1979: Tatort – Der King
- 1981: Ein Fall für zwei (Fernsehserie, Folge Der Erbe)
- 1982: Das Traumschiff – Cayman Islands
- 1983: Elisabeth von England (Fernsehfilm)
- 1985: Feuerwanzen küß ich nicht (Fernsehfilm)
- 1985: Die Krimistunde (Fernsehserie, Folge Polizist für einen Tag)
- 1985: Die Frau mit den Karfunkelsteinen (Fernsehfilm)
- 1986: Ein Fall für zwei (Fernsehserie, Folge Schwind paßt auf)
- 1987–1992: Der Landarzt (Fernsehserie, 40 Folgen)
- 1989: Mit Leib und Seele (Fernsehserie)
- 1991: Die Männer vom K3 (Fernsehserie, Folge 2x02)
- 1991: Das größte Fest des Jahres – Weihnachten bei unseren Fernsehfamilien
- 1993: Ein unvergeßliches Wochenende (Fernsehserie, Folge 1x02)
- 1993: W. P. Anders – Jugendgerichtshelfer (Mini-Serie)
- 1994: Sonntag & Partner (Fernsehserie)
- 1995: Im Zweifel für… (Mini-Serie)
- 1995–2002: Vater wider Willen (Fernsehserie, 29 Folgen)
- 1996–1997: Anwalt Martin Berg – Im Auftrag der Gerechtigkeit (Fernsehserie, 4 Folgen)
- 1999–2005: Siska (Fernsehserie, 6 Folgen, verschiedene Charaktere)
- 2000: Der Preis der Schönheit (Fernsehfilm)
- 2001: Eine öffentliche Affäre (Fernsehfilm)

## Auszeichnungen
- 1987: INTHEGA Preis für die beste Tournee-Inszenierung der Spielzeit
- 1996: Preis der deutschen Schallplattenkritik für die CD-Einspielung von Väter und Söhne mit Will Quadflieg